# Pierre Rondeau
Pour les articles homonymes, voir Rondeau.
Pierre Rondeau est un professeur d'économie à la Sports Management School, spécialiste de l'économie du sport et de l'économie du football, co-directeur de l'Observatoire Sport et Société à la Fondation Jean-Jaurès et chroniqueur en économie du sport à La chaîne L'Equipe et à RMC Story dans l'émission Estelle Midi. 

## Biographie
Pierre Rondeau a réalisé des études à l'Université Paris 1 Panthéon-Sorbonne en économie. Ses travaux de recherche portent sur le sport et les interconnexions entre données sportives et théories économiques. 
En 2013, il commence un blog chez So Foot.
En 2015, il devient chroniqueur pour le site Slate. Trois ans plus tard, lors de la Coupe du monde 2018, il participe à l'émission 20h foot sur CNews. En octobre 2018, il devient chroniqueur en économie du sport pour RMC Sport. Depuis septembre 2020, il est chroniqueur pour La chaîne L'Equipe.
Il rédige en 2016 un mémoire de recherche à l'IAE de Paris sur le rôle de l'entraîneur dans une équipe de football professionnel.
Il est professeur d'économie et de management à la Sports Management School et chargé de cours à l'Université Paris 1 Panthéon-Sorbonne dans la licence Administration économique et sociale en économie monétaire.
Depuis 2024, Pierre Rondeau est la doublure d'Emmanuel Lechypre pour les deux chroniques d'économie dans la matinale Apolline Matin sur RMC.
En janvier 2025, Pierre Rondeau crée la controverse sur RMC en assimilant le parc du Puy du Fou à « beauf land » et « plouc land ». Le journaliste Frédéric Hermel voit dans ses propos du mépris de classe.

## Militantisme politique
En 2016, il soutient la candidature de Benoît Hamon à l'élection présidentielle de 2017. Dans un article de L’Opinion listant les mesures démagogiques et électoralistes de l'élection présidentielle 2017, il est présenté comme « la cheville ouvrière économique de Benoît Hamon ». 
En 2017, il devient conseiller économique au Parti socialiste. Il publie des tribunes sur l'économie du sport et sur le nécessaire soutien des politiques publiques sportives.

## Publications
- 2014 : L'économie expliquée par le foot, Ignacio Palacios-Huerta (traduction), Éditions De Boeck[8]
- 2015 : Coût Franc, les sciences économiques expliquées par le foot, Éditions Bréal
- 2016 : Management Football Club, Éditions Bréal
- 2016 : Pourquoi les tirs au but devraient être tirés avant la prolongation, Éditions Le Bord de l'eau[9]
- 2018 : Le foot va-t-il exploser, coécrit avec Richard Bouigue, Éditions de l'Aube
- 2019 : Les tabous du foot, Éditions Solar
- 2021: Fin de partie pour le foot ?, Editions de l'Aube
- 2022: Le grand footoir, Éditions Solar
- 2024: Les Français et le sport, Editions Le Cherche Midi